# Allas-Champagne
Allas-Champagne – miejscowość i gmina we Francji, w regionie Nowa Akwitania, w departamencie Charente-Maritime.
Według danych na rok 1990 gminę zamieszkiwało 207 osób, a gęstość zaludnienia wynosiła 27 osób/km² (wśród 1467 gmin regionu Poitou-Charentes Allas-Champagne plasuje się na 791. miejscu pod względem liczby ludności, natomiast pod względem powierzchni na miejscu 955.).